# Parochie Heilige Cosmas en Damianus (Groesbeek)
Cosmas en Damianus is een rooms-katholieke parochie in de Nederlandse plaatsen Groesbeek, De Horst en Breedeweg. Ze is gewijd aan de Romeinse tweelingbroers Cosmas en Damianus. De parochie heeft beschikking over één kerkgebouw in Groesbeek, een Mariagrot en verschillende kapellen. De Goddelijk Hart van Jezuskerk in De Horst en de Antonius van Paduakerk in Breedeweg zijn respectievelijk in 2021 en 2024 aan de eredienst onttrokken, maar de kapellen in beide kerkgebouwen hebben hun sacrale functie behouden. Twee andere kapellen liggen elders in het kerkdorp Groesbeek. Verder gold een Mariabeeldje in de bossen rondom het gehucht Bisselt als belangrijk oriëntatiepunt voor wandelaars en parochianen. In 2014 is daar een nieuwe kapel gereedgekomen en ingezegend. 

## Overzicht kerkgebouwen
- Cosmas en Damianuskerk, Groesbeek

## Afbeeldingen

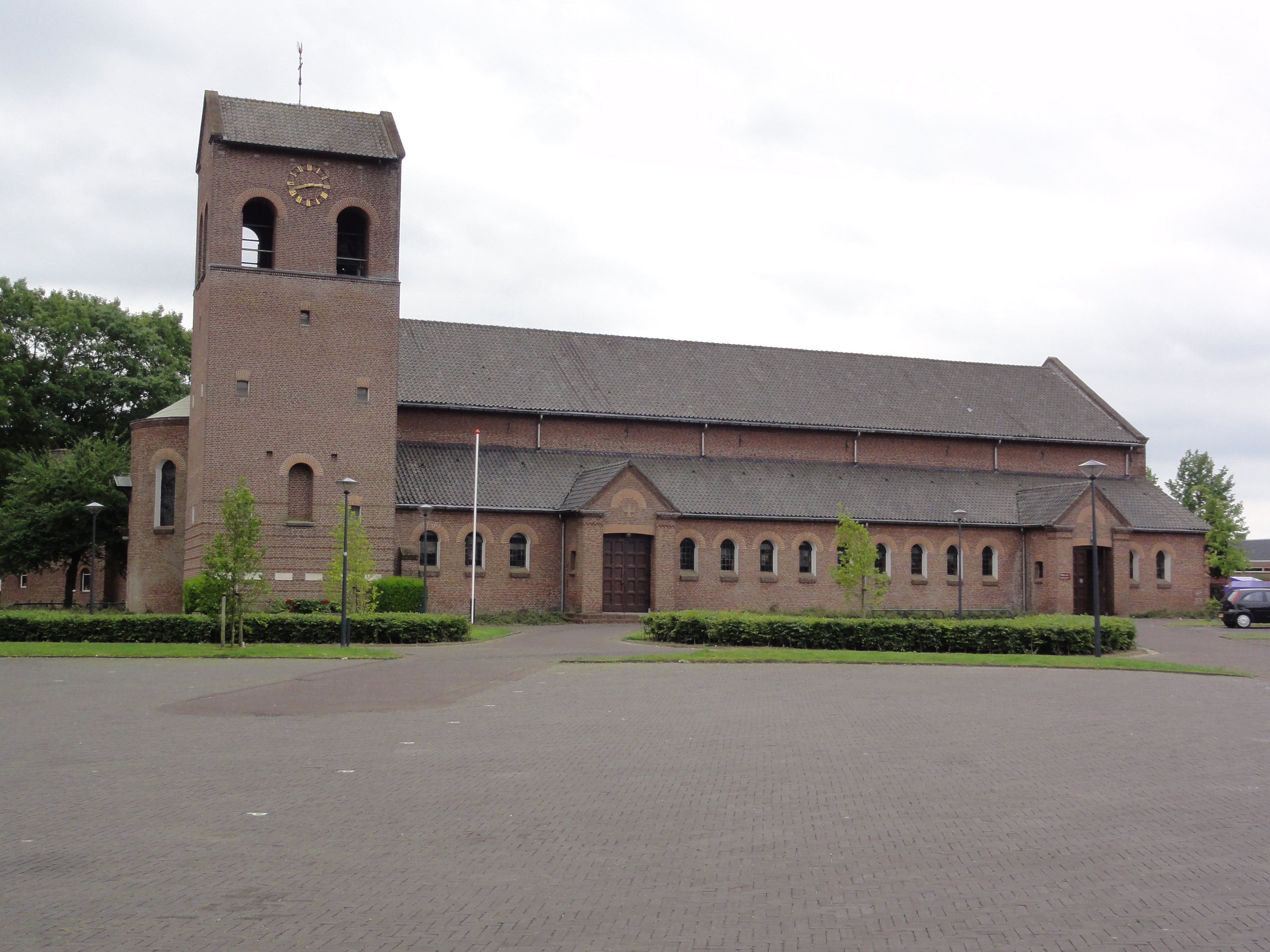
Voormalige Antonius van Paduakerk
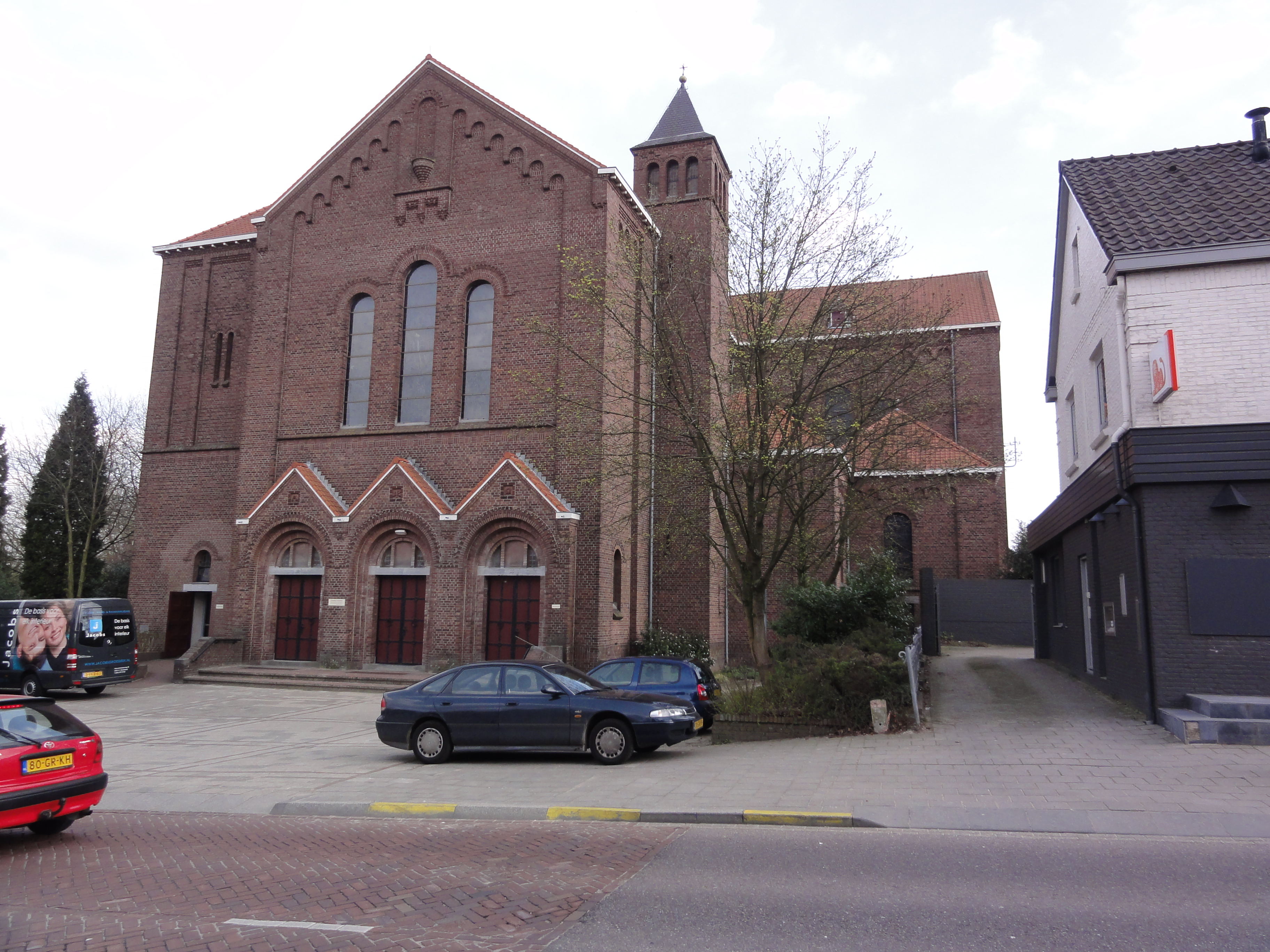
Façade van de Cosmas en Damianuskerk
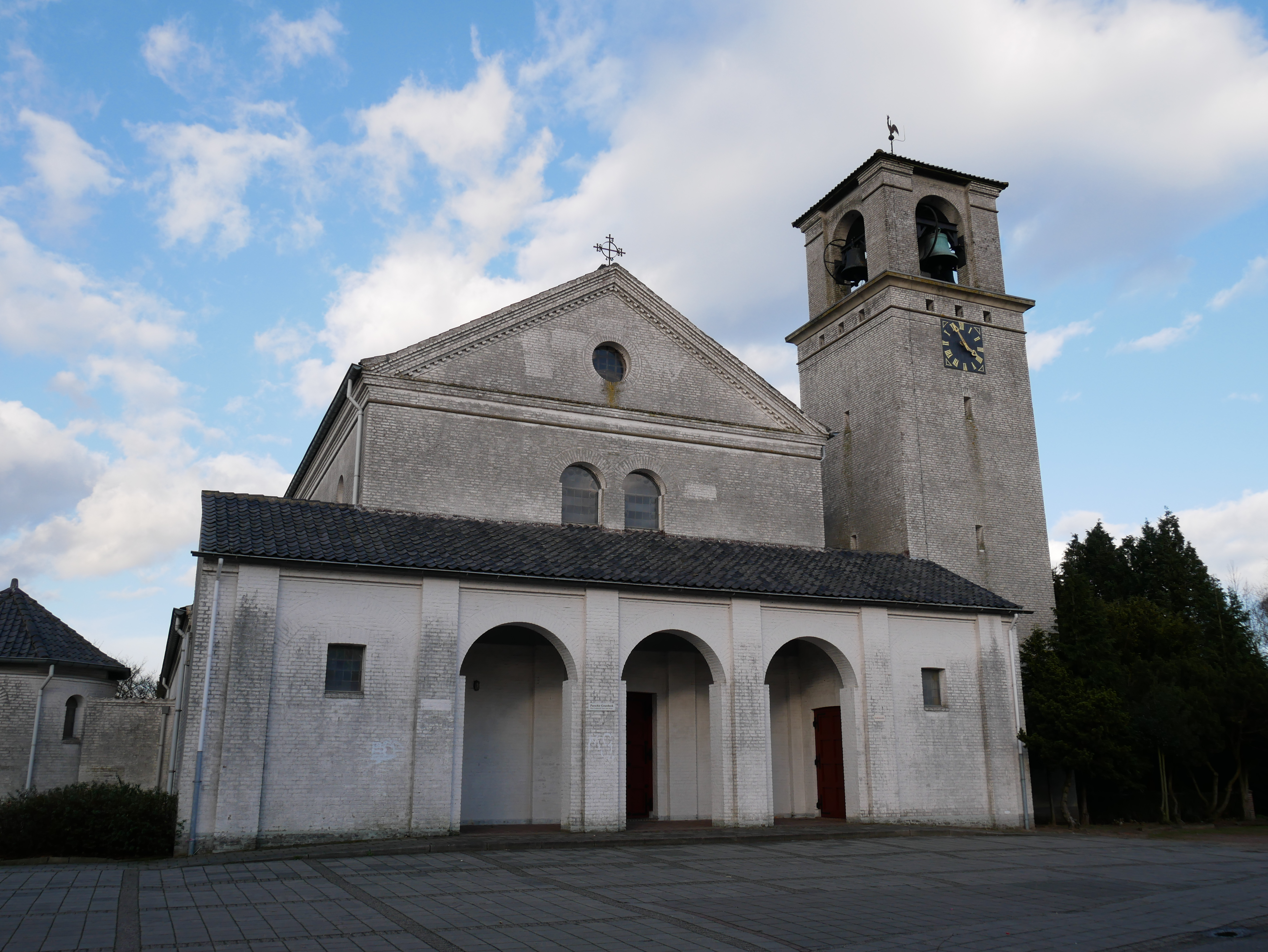
Voormalige Goddelijk Hart van Jezuskerk in De Horst